# Retiro de la Casa Popular China
La Retiro de la Casa Popular China es una casa popular en Harpers Ferry, Virginia Occidental reconstruida desde su ubicación original en la provincia de Yunnan en China. La organización sin ánimo de lucro la desmanteló y reconstruyó pieza a pieza con el objetivo de mejorar la comprensión de Estados Unidos sobre la cultura china.